# Chepes Airport
Chepes Airport är en flygplats i Argentina. Den ligger i den centrala delen av landet, 900 km väster om huvudstaden Buenos Aires. Chepes Airport ligger 658 meter över havet.
Terrängen runt Chepes Airport är huvudsakligen platt, men norrut är den kuperad. Terrängen runt Chepes Airport sluttar söderut. Runt Chepes Airport är det mycket glesbefolkat, med 3 invånare per kvadratkilometer.. Närmaste större samhälle är Chepes Viejo, 8,2 km norr om Chepes Airport.
Omgivningarna runt Chepes Airport är i huvudsak ett öppet busklandskap.